# Синие носы
«Си́ние носы́» — российская арт-группа, разработавшая проект «народнического современного искусства» (или по выражению критика Е. Дёготь «очень современного»), демократичного по форме и содержанию. Адресованного, как говорят сами художники, «пионерам и пенсионерам» и сделанного прямо «на коленке». Группа образована в 1999 году. Создаёт свои произведения в жанрах видеоарта, перформанса и др. В состав её входят Вячеслав Мизин и Александр Шабуров. В проектах группы также принимали участие Константин Скотников, Дмитрий Булныгин, Максим Зонов и др. В Москве сотрудничает с Галереей Марата Гельмана.

## История
Название «Синие носы» возникло в 1999 году во время художественной акции Shelter Beyond The Time (Убежище вне времени). СМИ тогда пугали читателей «ошибкой-2000», сообщая, что операционные системы компьютеров не рассчитаны на третье тысячелетие. Поэтому организаторы акции решили инсценировать грядущую техногенную катастрофу и придумать искусство, лишившееся высоких технологий. Для этого группу художников из разных стран заперли на три дня в бомбоубежище в центре Новосибирска без часов, алкоголя и связи с внешним миром. Четверо новосибирских художников — Дмитрий Булныгин, Максим Зонов, Вячеслав Мизин и Константин Скотников вместе с фотографом Евгением Ивановым сняли серию видеоскетчей, которые позже стали широко известны под названием «Синие носы представляют 11 перформансов в бункере». Чтобы подчеркнуть стилистику телеклоунады, художники прилепили себе на носы синие пробки от бутылей с питьевой водой.
В том же 1999 году Вячеслав Мизин и Александр Шабуров начали сотрудничать с галереей Гельмана в Москве, где сделали ряд совместных проектов, но долго сопротивлялись прилипшему к ним названию «Синие носы». Только в 2003 году они смирились с этим и стали сознательно работать вместе, пародируя технологию создания и продвижения бренда. В отдельных проектах «Синих носов» участвовали Константин Скотников, Евгений Иванов и Константин Гурьянов. Максим Зонов, придумавший надевать на нос посуду для фаст-фудов, погиб в автокатастрофе в 2001 году.
Группа принимала участие в 50-й и 51-й Венецианской биеннале, 1-й, 2-й и 3-й Московской биеннале современного искусства, фестивале «АртКлязьма» и многих других выставках.
Работы «Синих носов» неоднократно вызывали скандалы, задерживались таможней и были объектом судебных разбирательств, отчего Мизин и Шабуров в шутку именуют себя «самыми запрещёнными художниками России». В октябре 2007 на работы «Синих носов» с выставки «Соц-арт» в Государственной Третьяковской галерее, которая должна была переехать в Париж, публично обрушился с резкой критикой Министр культуры России А. Соколов. В частности, работа «Эра милосердия» была названа «порнографией» и «позором России».

## Что такое «Синие носы»?
«„Синие носы“ — прямые наследники „Синей блузы“, революционно-акробатических агитбригад 1920-х годов. Мы привыкли, говорят Мизин с Шабуровым, что поэт в России больше, чем поэт, художник больше, чем художник… А раз так — искусство должно высказываться на значимые темы. Иллюстрировать газетные заголовки. Днём — в газете, вечером — в лайтбоксе, баннере или видеоарте! Воздействовать на пионеров и пенсионеров. „Синие носы“ поставили перед нами зеркало, и выяснилось, что вместо головы у нас — пиво, сигареты и Бен Ладен. Очистим свои мозги от мусора!»

## Персональные выставки
- 2010
  - Видео на коленке. Ретроспектива фильмов 1999—2009 годов PERMM, Пермь[4].
- 2009
  - Пролетарский концептуализм. Галерея М. Гельмана, Москва;
- 2008
  - Голая правда (история глазами обывателей). Галерея М. Гельмана, Москва;
- 2007
  - Игры разума. Галерея In Situ, Париж;
  - «Голая правда / Современная история глазами обывателя». Галерея Гельмана, Москва;
  - «Learning from Moscow». Дрезденская галерея, Дрезден ;
  - Blue Noses. Galerie Volker Diehl, Берлин ;
  - Грёбаный фашизм. Галерея М. Гельмана, Москва;
- 2006
  - Кухонный супрематизм. В рамках 6-й Московской фотобиеннале. Фотоцентр Союза журналистов, Москва;
  - Случайные совпадения. Галерея М. Гельмана, Москва;
  - Blue Noses. Kunstverein Rosenheim, Мюнхен;
  - Blue Noses. Galeria Brito Cimino, Сан-Паулу;
- 2005
  - Blue Noses. Ethan Kohen Fine Arts, Нью-Йорк;
  - Blue Noses. Galerie Volker Diehl, Берлин;
  - Blue Noses. Knoll Galerie Wien, Вена;
  - Blue Noses. Галерея In Situ, Париж;
  - Blue Noses. Галерея B&D, Милан;
  - Мода на труд. Как создавать произведения искусства на общественно значимые темы. Галерея М. Гельмана, Москва;
  - Blue Noses. Kunsthallen Brandts Klaedefabrik, Оденсе;
- 2004
  - Тяп-ляп-арт. Как создавать произведения искусства на отдельно взятой кухне. Галерея М. Гельмана, Москва;
  - Blue Noses. Галерея Display, Прага;
- 2003
  - Разве я похож на неудачника? Государственная Третьяковская галерея, Москва;
  - Вдвоём против мафии. Галерея М. Гельмана, Москва. Далее: Галерея М. Гельмана, Киев; ** Государственный Русский музей, Санкт-Петербург;
  - Из Сибири с любовью. Арсенал, Нижний Новгород;
  - Absolut Blue Noses. Зоологический музей, Москва;
- 2002
  - Вдвоём против мафии. Музей С. М. Кирова, Санкт-Петербург;
  - Современные сибирские художники. Галерея М. Гельмана, Москва;
- 2001
  - Поездки за город-2. L-галерея, Москва;
- 1999
  - Новые юродивые, или Патология перформанса. Зверевский центр современного искусства, Москва.